# 東は東
『東は東』（ひがしはひがし、原題：Japanese War Bride）は、1951年に撮影され、1952年に完成・公開されたアメリカ合衆国の映画である。
日本公開前には、『日本の戦争花嫁』という題名で紹介された。

## 概要
山口淑子の初のアメリカ映画出演であり、キング・ヴィダーが監督、ドン・テイラーが共演した。
第二次世界大戦後、米国へ渡った日本人戦争花嫁を題材としている。

## キャスト
- 清水妙：シャーリー山口（山口淑子）
- ジム・スターリング：ドン・テイラー
- アート（ジムの兄）：キャメロン・ミッチェル
- フラン（アートの妻）：マリー・ウィンザー
- 英太郎（妙の祖父）：フィリップ・アーン
- シロー・ハサガワ：レーン・ナカノ

## スタッフ
- 監督：キング・ヴィダー
- 製作：ジョゼフ・バーンハード
- 脚本：アンソン・ボンド、キャサリン・ターニー
- 音楽：アーサー・ラング、エミール・ニューマン
- 撮影：ライオネル・リンドン
- 編集：テリー・O・モース
- 美術：ダニエル・ホール